# Breviceps gibbosus
Breviceps gibbosus је водоземац из реда жаба (Anura) и фамилије Brevicipitidae. 

## Угроженост
Ова врста се сматра рањивом у погледу угрожености врсте од изумирања.

## Распрострањење
Ареал врсте је ограничен на једну државу. 
Јужноафричка Република је једино познато природно станиште врсте.

## Станиште
Врста је по висини распрострањена од нивоа мора до 1000 метара надморске висине.